# Zwickelbier

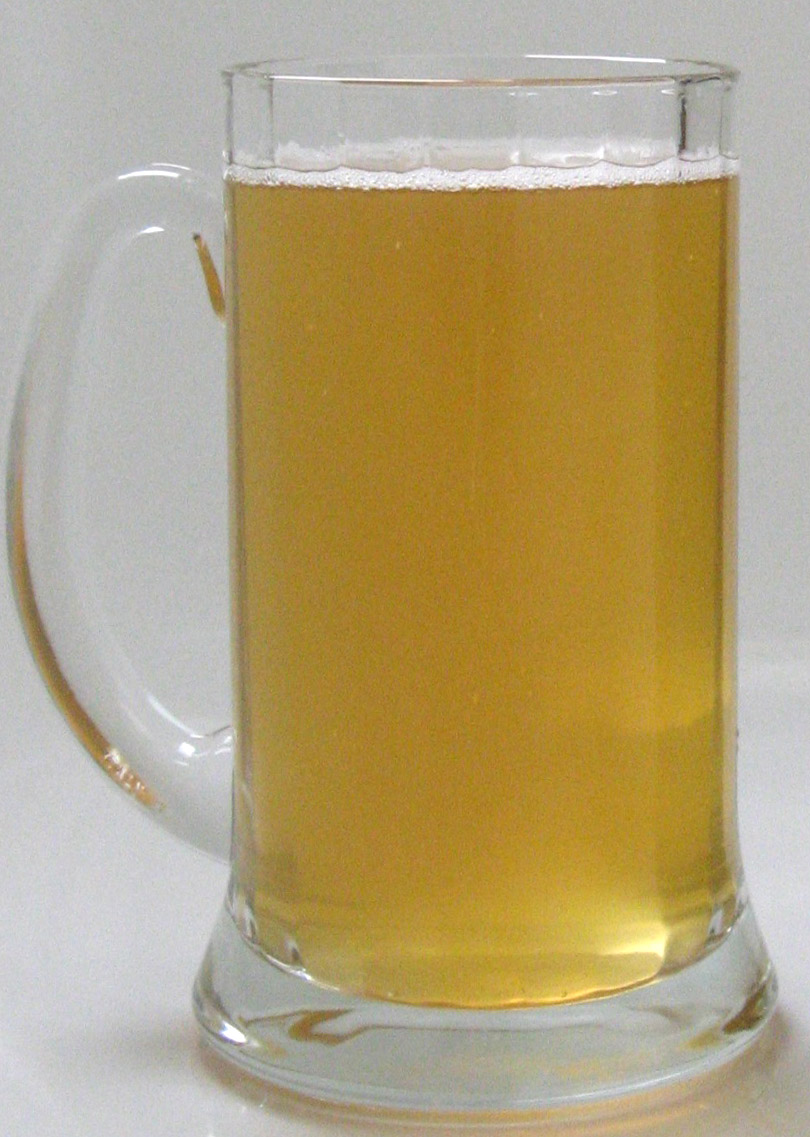
Kellerbier im Henkelglas

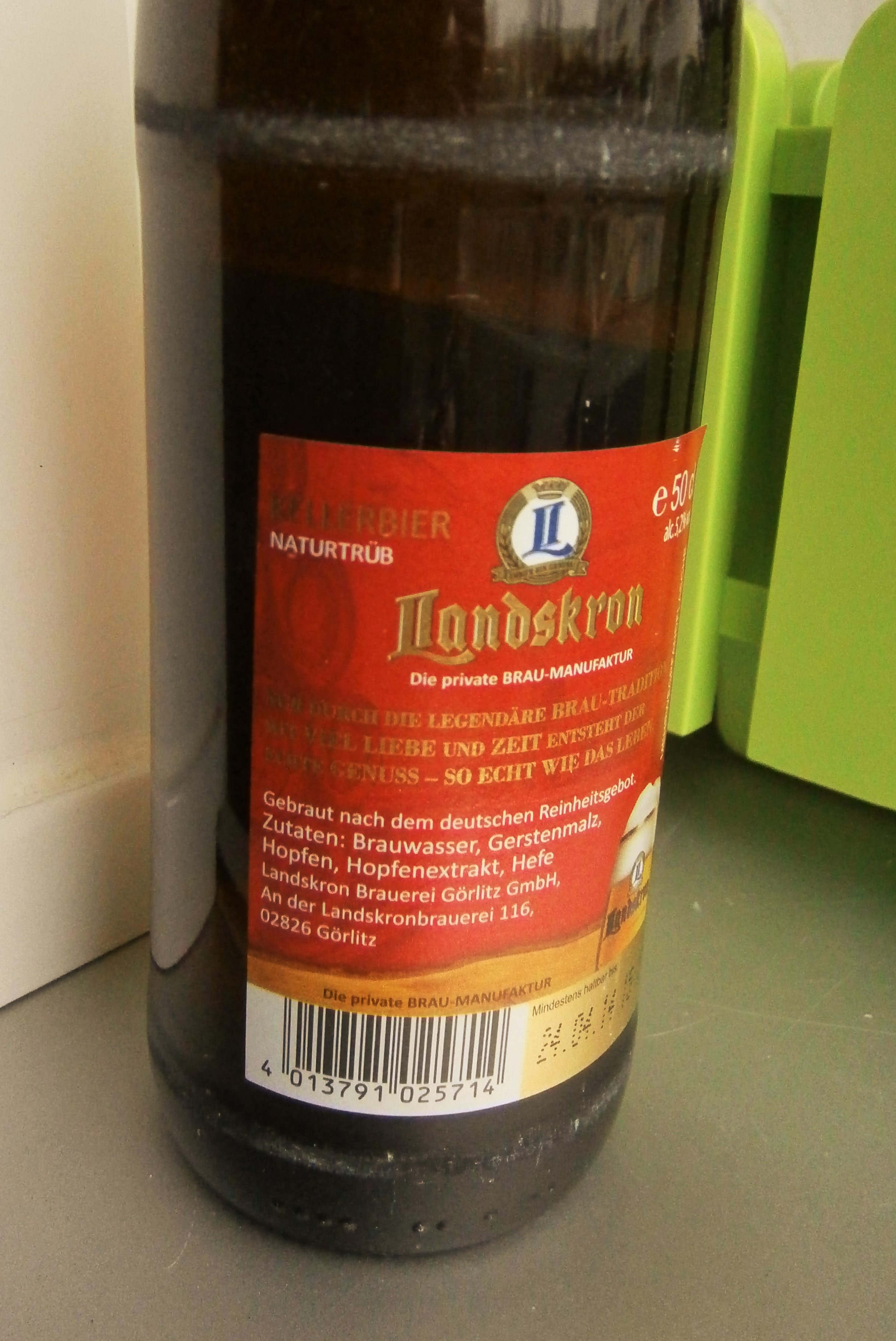
Rückseitenetikett einer Flasche Kellerbier (Landskron) mit der Angabe „naturtrüb“ (links oben)

Zwickelbier (kurz Zwickel, regional Zwickl oder Zwick'l), auch Kellerbier genannt, ist ein ungefiltertes, „naturtrübes“ Bier. Das Bier wird meist direkt nach dem Nachgärungsprozess in Gastwirtschaften angeboten oder kommt als Flaschenbier in den Handel. Zwickelbier beziehungsweise Kellerbier ist vor allem in Österreich, in Franken sowie in der nördlichen Oberpfalz verbreitet. Dort heißt es Zoigl.

## Beschaffenheit und Sorten
Das Zwickelbier gehört zu den ungespundeten Bieren. Es unterliegt nicht der üblichen kalten Reifung und hat daher einen geringen Kohlensäuregehalt. Da alle natürlichen Schweb- und Trubstoffe im Bier verbleiben, wird es als ernährungsphysiologisch wertvoller angesehen als filtriertes Bier. Es ist ein würziges und süffiges Bier.
Kellerbiere sind Biere aus unterschiedlichen Ansätzen: Weizen, hell oder auch dunkel (gemalzt). In der Regel ist das Bier untergärig, aber beispielsweise das Kellerweizen ist ein obergäriges Bier.

## Bezeichnung
Ursprünglich war mit Zwickelbier die Probe gemeint, die der Braumeister vor dem Filtern vom Lagertank entnimmt. Das Entnehmen dieser Bierprobe mit dem sogenannten „Zwickelhahn“ wird als „Zwickeln“ bezeichnet. Mittlerweile wird Zwickelbier kommerziell in größeren Mengen angeboten.
Die Bezeichnung Kellerbier beruht darauf, dass das Bier direkt „aus dem Lagerkeller“ kommt, also ohne Filtration getrunken oder abgefüllt wird.
Die Bezeichnung ist von der Region der Brauerei abhängig. Neben den Begriffen Zwickel- oder Kellerbier wird es in Teilen der Oberpfalz als Zoigl bezeichnet.